# Eisenbahnmuseum Würzburg
Das Eisenbahnmuseum Würzburg ist ein Eisenbahnmuseum der Deutschen Gesellschaft für Eisenbahngeschichte (DGEG) in Würzburg. Das mobile Museum mit Standort am Bahnhof Würzburg-Zell veranstaltet im Großraum Würzburg öffentliche Fahrten und Sonderfahrten auf Bestellung mit der 1943 gebauten Güterzug-Dampflokomotive 52 7409 der Baureihe 52.

## Geschichte
Der Museumsstandort der DGEG entstand in den 1980er Jahren aus einer örtlichen Gruppe am Betriebswerk Würzburg (BSW). Darin organisierten sich aktive und ehemalige Bahnmitarbeiter des Betriebswerks, um in ihrer Freizeit am Erhalt und der Aufarbeitung historischer Fahrzeuge der Bahn mitzuarbeiten. 1984 wurde mit der 52 7409 eine für Franken typische Dampflok aus Linz (Österreich) erworben. In über 20.000 Stunden wurde die Maschine komplett zerlegt und wieder betriebsfähig gemacht. Seit Juli 1998 kommt sie regelmäßig bei Sonderfahrten zum Einsatz. Seit 2002 ist mit der V 100 1200 eine ehemalige Würzburger Diesellokomotive vorhanden, welche nach Aufarbeitung 2009 in Betrieb genommen werden konnte. Zudem besitzt der Standort einige Kleinloks vom Typ Köf, welche zum Rangieren auf dem Gelände eingesetzt werden.

## Fahrzeugbestand

### Lokomotiven
- Güterzug-Dampflokomotive 52 7409, Baujahr 1943, der Wiener Lokomotivfabrik Floridsdorf, Baureihe 52, Achsfolge 1’E h2, Länge über Puffer 23.050 mm, Gewicht 143,1 Tonnen, Leistung 1620 PS und zulässige Höchstgeschwindigkeit 80 km/h.
- Diesellokomotive V 100 1200, Baujahr 1963, von Henschel in Kassel, mit 1.100 PS und einer Höchstgeschwindigkeit von 100 km/h, bei einem Gewicht von 62 Tonnen.
- Dieselkleinlokomotive Köf[2] 6731, Baujahr 1959, von Jung in Jungenthal, mit 128 PS und einer Höchstgeschwindigkeit von 45 km/h, bei einem Gewicht von 17 Tonnen.
- Dieselkleinlokomotive 323 811-0, Baujahr 1960, von Jung in Jungenthal, mit 128 PS und einer Höchstgeschwindigkeit von 45 km/h, bei einem Gewicht von 17 Tonnen.
- Dieselkleinlokomotive 46443, Baujahr 1947, von Deutz in Köln, mit 125 PS und einer Höchstgeschwindigkeit von 45 km/h, bei einem Gewicht von 16 Tonnen.
- Lokalbahnlok OL 1, Baujahr 1940, von Gmeinder, Mosbach, mit 270 PS und einer Höchstgeschwindigkeit von 40 km/h, bei einem Gewicht von 32 Tonnen.[3]

### Wagen
- vier „Donnerbüchsen“, Baujahre 1927, 1929 (zwei), 1930, zulässige Höchstgeschwindigkeit 90 km/h
- drei Umbauwagen aus den 1950er Jahren
- Speisewagen, Baujahr 1929
- Gepäckwagen, Behelfsreisezugwagen, Gesellschaftswagen, Fakultativwagen, verschiedene Baujahre
- „Silberling“, Baujahr 1962
- drei Schnellzugwagen aus den 1950er und 1960er Jahren
- fünf gedeckte Güterwagen aus den 1960er Jahren
- zwei Bahnhofswagen
- zwei Bauzugwagen aus den 1950er Jahren
- Wohnschlafwagen, Baujahr 1931
- Einheitshilfsgerätewagen, Baujahr 1964
- Bahnhofswagen, Baujahr 1930